# 2MASX J07032428-6015221
2MASX J07032428-6015221 هو اصطدام مجري، يقع في كوكبة القاعدة. يبعد عن الأرض 400 مليون سنة ضوئية .(أي عندما نشاهده يكون الضوء قد غادرة قبل 400 مليون سنة).

## روابط خارجية
- 2MASX J07032428-6015221 على موقع ويكي سكاي: DSS2, SDSS, GALEX, IRAS, Hydrogen α, X-Ray, Astrophoto, Sky Map, Articles and images